# François Rouvière
Pour les articles homonymes, voir Rouvière.
François Rouvière (Nîmes, 15 mai 1850 - Nîmes, 11 février 1902) est un essayiste français.

## Biographie
François Rouvière naît en 1850 « à l'ombre de la tour Magne ».
Conseiller municipal de Nîmes, il est un militant républicain qui prône la laïcisation de l'éducation.
Auteur d'ouvrages pionniers sur l'histoire de la Révolution française dans le Gard, il donne notamment en 1887 une « monumentale et fondatrice » synthèse, l'Histoire de la Révolution française dans le département du Gard.
Il meurt en 1902.
Il est le père du haut fonctionnaire Franck Rouvière.

## Ouvrages
- L'Abjuration de 1686 à Nîmes, Nîmes, Clavel-Ballivet, 1883 (BNF 31260726).
- Meyère, de Laudun : juge au Tribunal révolutionnaire de Paris, Paris, Charavay, 1883 (BNF 44730105).
- Le Général Villaret, Nîmes, Catélan, 1884 (BNF 31260731).
- Le Mouvement électoral dans le Gard en 1792 : recherches pour servir à l'histoire de la Révolution française, Nîmes, Catélan, 1884 (BNF 35120105).
- Éd. de Jean-Paul Rabaut Saint-Étienne, Quatre lettres inédites de Rabaut Saint-Étienne (1789-1791) : documents pour servir à l'histoire de la Révolution française, Nîmes, Catélan, 1885 (BNF 35124779).
- Quatrefages de Laroquète, constituant du Gard : étude biographique pour servir à l'histoire de la Révolution française, Paris, Charavay Frères, 1886 (BNF 31260736).
- Histoire de la Révolution française dans le département du Gard (préf. Auguste Dide), Nîmes, Catélan, 1887-1889 (BNF 31260732).
- Dimanches révolutionnaires : études sur l'histoire de la Révolution dans le Gard, Nîmes, Catélan, 1888 (BNF 31260729).
- Les Religionnaires des diocèses de Nîmes, Alais et Uzès et la Révolution française, Paris, Fischbacher, 1889 (BNF 31260737).
- La Révolution française à Saint-Gilles, Nîmes, Catélan, 1890 (BNF 35592821).
- Éd. de La Jhalësade, poème révolutionnaire en vers patois, Nîmes, Catélan, 1890 (BNF 33441944).
- Le Cabinet de Graverol, Nîmes, Catélan, 1895 (BNF 31260728).
- L'Aliénation des biens nationaux dans le Gard, Nîmes, Lavagne-Peyrot, 1900 (BNF 34106226).
- Mercredis révolutionnaires : études sur l'histoire de la Révolution dans le Gard, Nîmes, Debroas-Duplan, 1901 (BNF 34106242).
- L'Exploitation des mines nationales du Gard (1792-1810), Nîmes, Lavagne-Peyrot, 1901 (BNF 31260730).